# クマガヤサッカースポーツクラブ
クマガヤサッカースポーツクラブは、埼玉県熊谷市を本拠地として活動しているサッカークラブ。略称はクマガヤSC。2013年の時点では第1種、シニア、ジュニアユース、女子の4部門のチームを保有している。

## 概要
1997年6月にジュニアユース年代のサッカークラブとして創設。2005年にナイキプレミアカップジャパン（現在のJFA 全日本U-15サッカー大会）で優勝し、香港で行われたマンチェスター・ユナイテッド・プレミアカップに出場した。
2012年に埼玉県社会人サッカーリーグ1部に所属していた飯能セボジータスを移管する形でトップチームを創設し、埼玉県リーグ1部に参加。5年以内のJFLへの参入と、将来的なJリーグへの参入を目標として掲げた。2021年より株式会社CALIENTEを設立しトップチームの運営を移行、チーム名を新たにスペイン語で「熱い」を意味する「CALIENTE KUMAGAYA（カリエンテ クマガヤ）」とした。運営移行後は独自でサッカースクールを保有している。
また、2012年4月には女子チームのクマガヤSCライラックを創設。2013年の時点では中学生年代を中心としたチームで、埼玉県女子サッカー連盟のU-15部門に所属している。

## 戦績
出典

### トップチーム
| 年度 | 所属          | 順位 | 勝点 | 試合 | 勝 | 分 | 敗 | 得 | 失 | 差  | チーム名          |
| 2012 | 埼玉県1部     | 5位  | 28   | 16   | 9  | 1  | 6  | 58 | 27 | 31  | クマガヤSC        |
| 2013 | 埼玉県1部     | 3位  | 32   | 18   | 10 | 2  | 6  | 64 | 34 | 30  | クマガヤSC        |
| 2014 | 埼玉県1部     | 3位  | 34   | 18   | 10 | 4  | 4  | 46 | 29 | 17  | クマガヤSC        |
| 2015 | 埼玉県1部     | 2位  | 36   | 18   | 11 | 34 | 4  | 42 | 25 | 17  | クマガヤSC        |
| 2016 | 埼玉県1部     | 5位  | 22   | 18   | 6  | 4  | 8  | 27 | 37 | -10 | クマガヤSC        |
| 2017 | 埼玉県1部     | 6位  | 20   | 18   | 5  | 5  | 8  | 19 | 31 | -12 | クマガヤSC        |
| 2018 | 埼玉県1部     | 6位  | 23   | 18   | 7  | 2  | 9  | 22 | 34 | -12 | クマガヤSC        |
| 2019 | 埼玉県1部     | 5位  | 26   | 18   | 8  | 2  | 8  | 30 | 40 | -10 | クマガヤSC        |
| 2020 | 埼玉県1部     | 6位  | 12   | 9    | 4  | 0  | 5  | 15 | 15 | 0   | クマガヤSC        |
| 2021 | 埼玉県1部     | 5位  | 24   | 16   | 7  | 3  | 6  | 28 | 26 | 2   | CALIENTE KUMAGAYA |
| 2022 | 埼玉県1部     | 9位  | 14   | 18   | 4  | 2  | 12 | 13 | 37 | -24 | CALIENTE KUMAGAYA |
| 2023 | 埼玉県1部前期 | 10位 | 10   | 11   | 3  | 1  | 7  | 33 | 18 | 15  | CALIENTE KUMAGAYA |
| 2023 | 埼玉県1部後期 | 11位 | 4    | 5    | 1  | 1  | 3  | 9  | 13 | -4  | CALIENTE KUMAGAYA |
| 2024 | 埼玉県2部A    | 6位  | 18   | 16   | 5  | 3  | 8  | 20 | 30 | -10 | CALIENTE KUMAGAYA |

### ジュニアユース
- ナイキプレミアカップ: 優勝1回（2005年）
- デベロップカップ: 優勝1回（2012年）
- 関東ユース (U-15)サッカーリーグ2部: 優勝1回（2012年）

## 歴代所属選手

### トップチーム
- 三上卓哉 2012-2013

### ジュニアユース
サッカー選手
- 武田英明: 前橋育英高校→流通経済大学→ファジアーノ岡山他
- 笠原昂史: 市立船橋高校→明治大学→水戸ホーリーホック→大宮アルディージャ→V・ファーレン長崎→大宮アルディージャ
- 廣瀬智靖: 前橋育英高校→モンテディオ山形→徳島ヴォルティス
- 佐藤穣: 前橋育英高校→ザスパ草津他
- 茂木力也: 浦和レッズユース→浦和レッズ→愛媛FC→大宮アルディージャ、U-17・U-19日本代表
- 小島雅也: ベガルタ仙台ユース→ベガルタ仙台、U-19日本代表
- 庄司朋乃也: セレッソ大阪U-18→セレッソ大阪→ツエーゲン金沢他、U-21日本代表他
- 吉田舜: 前橋育英高校→法政大学→ザスパクサツ群馬→大分トリニータ→浦和レッズ
- 松本泰志: 昌平高校→サンフレッチェ広島、U-21日本代表
- 津久井匠海: 横浜F・マリノスユース→横浜F・マリノス、U-18日本代表
- 飯島陸: 前橋育英高校→法政大学→ヴァンフォーレ甲府、U-19日本代表
- 佐川洸介: セレッソ大阪U-18→東京国際大学→東京ヴェルディ

ラグビー選手
- 山沢拓也: 深谷高校→筑波大学→パナソニック ワイルドナイツ。ラグビー日本代表